# آنا کتکارت
آنا کتکارت (کره‌ای: Anna Cathcart؛ زادهٔ ۱۶ ژوئن ۲۰۰۳) بازیگر کانادایی است. او حرفهٔ بازیگری خود را در اد اسکواد (۲۰۱۶–۲۰۱۹) آغاز کرد که به خاطر آن برندهٔ جایزه‌ای در جوایز هنرهای تصویری کانادا شد. او سپس نقش دیزی در فیلم‌های شبکه دیزنی، فرزندان ۲ (۲۰۱۷) و ۳ (۲۰۱۸) ایفا کرد. کتکارت به خاطر بازی در مجموعه اصلی نتفلیکس، اکس‌او کیتی (۲۰۲۳) به شهرت رسید.

## اوایل زندگی
آنا کتکارت زادهٔ ۱۶ دسامبر ۲۰۰۳ در ونکوور، کانادا است. او از تبار چینی و ایرلندی است. کتکارت یک خواهر دارد که پنج سال از او بزرگتر است.